# Tęgoryjec dwunastnicy
Tęgoryjec dwunastnicy (Ancylostoma duodenale) – pasożyt człowieka należący do typu nicieni. Dorosły osobnik ma niespełna 2 cm długości i ciało jasnoróżowego koloru. Żyje w dwunastnicy.
Do zakażenia dochodzi przez połknięcie jaj znajdujących się w zanieczyszczonej wodzie lub na niedomytych owocach i warzywach. Larwy mogą aktywnie wwiercać się przez skórę do naczyń krwionośnych, np. przez skórę stóp osób chodzących boso.
Żywi się nabłonkiem dwunastnicy i wysysaną ze ściany dwunastnicy krwią; wywołuje niedokrwistość. Niekiedy przy długotrwałym i znacznym zarażeniu może powodować śmierć. Występuje w strefie subtropikalnej, bardzo rzadko w południowej Europie.
Choroba przez niego wywoływana nazywana jest ancylostomozą, rzadziej ancylostomiozą lub ancylostamatozą.
Dawniej choroba często dotykała górników, stąd czasem używana nazwa choroby: „choroba górników” lub „blednica egipska”.
Spokrewniony gatunek Necator americanus występuje w Nowym Świecie, a inne gatunki z rodzaju Ancylostoma oraz Uncinaria stenocephala atakują głównie psy i koty.
Stwierdzono, iż osoby z łagodnym zakażeniem tęgoryjcem rzadziej przejawiają objawy niektórych chorób autoimmunologicznych, takich jak alergie, astma czy choroba Leśniowskiego-Crohna. W kilku ośrodkach (np. University of Nottingham, University of Iowa) prowadzone są badania nad wywołaniem kontrolowanej infestacji tęgoryjcem w celach terapeutycznych.